# 岩﨑恭平
岩﨑 恭平（いわさき きょうへい、1986年4月4日 - ）は、神奈川県厚木市出身の元プロ野球選手（内野手）。右投左打。愛称は東海大学の同級生から付けられたという「プリンス」。

## 経歴

### プロ入り前

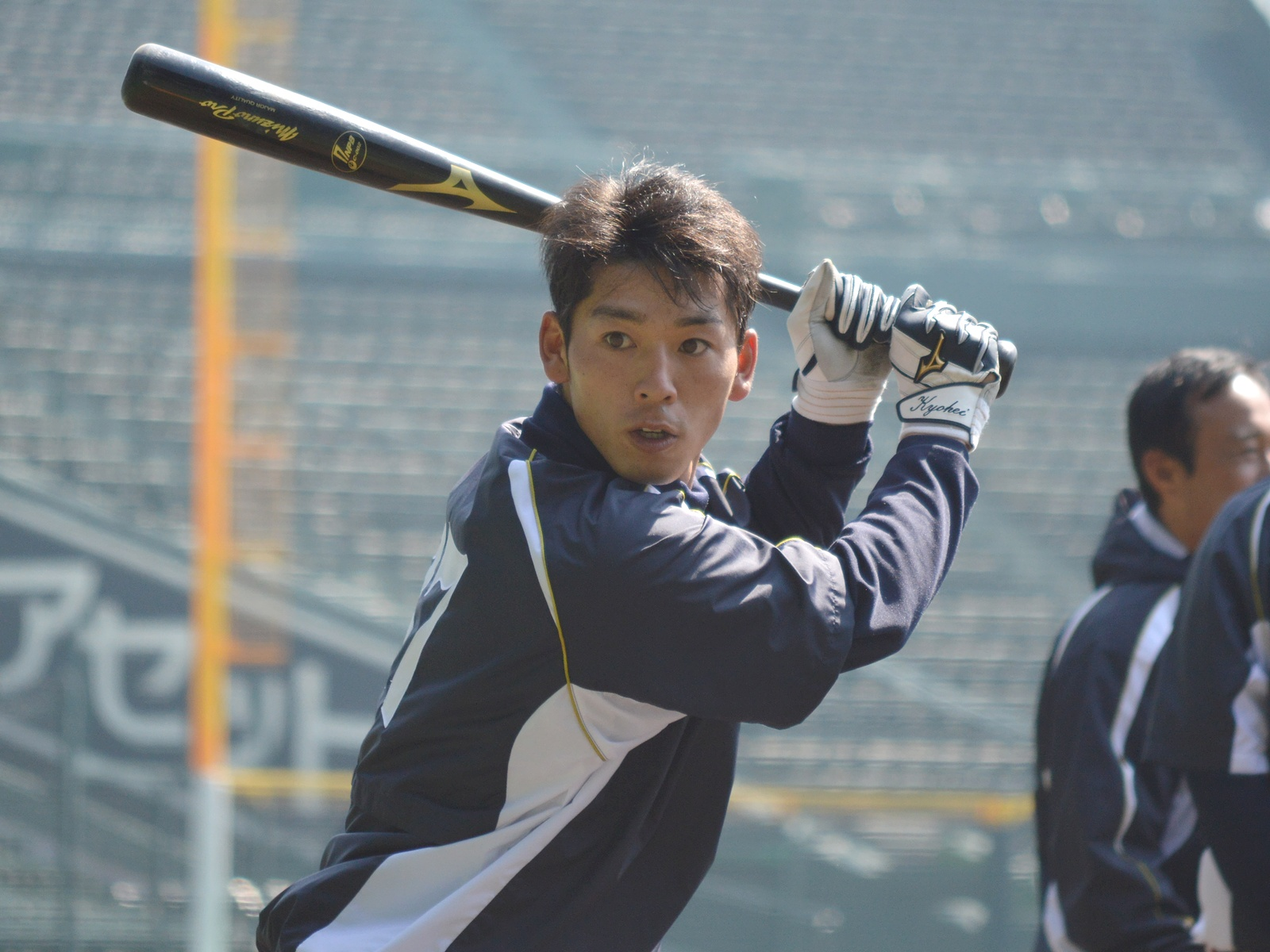
中日時代（阪神甲子園球場にて）

東海大学付属相模高校から東海大学へ進学。大学時代には、首都大学野球のリーグ戦通算で69試合に出場すると、打率.333（234打数78安打）、4本塁打、31打点という成績を残した。また、三塁手としてリーグのベストナインに2回選出。3・4年時には、春季リーグ戦の優勝を経て、全日本大学野球選手権で準優勝を経験した。
2008年のNPBドラフト会議で、中日ドラゴンズから3巡目で指名。契約金6,500万円、年俸1,200万円（金額は推定）という条件で入団した。背番号は37。

### 中日時代
2009年、6月10日に入団後初めての出場選手登録を果たしたが、登録後は一軍公式戦2試合の出場にとどまった。
2010年、7月22日のフレッシュオールスターゲーム（長崎ビッグNスタジアム）では、ウエスタン・リーグ選抜の「8番・二塁手」としてフル出場。4打数1安打ながら、1本塁打2打点1盗塁という成績でMVPに選ばれた。一軍公式戦への出場は4試合に終わったが、ウエスタン・リーグ公式戦で規定打席へ到達。31盗塁で盗塁王のタイトルを獲得し、リーグ10位の打率.269を記録した。
2011年から2年間は、一軍公式戦への出場機会がなく、ウエスタン・リーグ公式戦でも規定打席に到達しなかった。
2013年、レギュラーで二遊間を組んでいた荒木雅博や井端弘和の不調を背景に、3年振りに一軍へ復帰すると、9月23日の対横浜DeNAベイスターズ戦（横浜スタジアム）では、3回表の打席で三浦大輔から一軍公式戦初本塁打・初打点を記録したほか、猛打賞を初めて達成した。一軍公式戦54試合に出場し、通算打率は.286で、大島洋平や荒木に次ぐチーム3位の8盗塁を記録した。
2014年、7月下旬までに一軍公式戦18試合に出場したが、打率.107と振るわず、盗塁も記録できなかった。

### オリックス時代
2014年、7月29日に三ツ俣大樹との交換トレードでオリックス・バファローズへ移籍。翌30日付で、NPBから支配下登録選手として公示された。背番号は、三ツ俣が付けていた30。移籍後は、一軍公式戦15試合に出場したが、打率.125（8打数1安打）、1盗塁という成績でシーズンを終えた。
2015年、7月28日の対北海道日本ハムファイターズ戦（ほっともっとフィールド神戸）2回裏の打席で上沢直之から放った逆転の2点本塁打が、（前身球団を含む）オリックス球団での公式戦通算8000号本塁打になった。一軍公式戦では、通算35試合の出場で、自己最多の4本塁打、8打点を記録した。
2016年、故障が相次いだことなどから、一軍公式戦には9試合の出場にとどまった。
2017年、5月14日にシーズン初の出場選手登録を果たすと、当日の対埼玉西武ライオンズ戦（京セラドーム大阪）では「2番・右翼手」としてスタメンで起用。しかし、一軍公式戦全体では、7試合の出場で打率が.091にとどまった。10月28日に球団から戦力外通告。

### オリックス退団後
他球団での現役続行を模索中に、社会人野球の日立製作所硬式野球部から入部の誘いを受けたことを機に、2018年シーズンから同部でプレーを続ける。
2020年シーズンをもって引退、野手コーチに就任。2023年シーズンをもって勇退。

## 選手としての特徴
左右に打ち分けるシュアな打撃と軽快な内野守備、大学日本代表の合宿で50メートル走を5秒66というタイムを残せる俊足を備え、合宿に参加していた柴田講平や松本啓二朗という俊足を武器とする選手達より速かった。
動体視力もよく、入団後の測定で静止視力と変わらない値を出した。

## 詳細情報

### 年度別打撃成績
| 年 度    | 球 団      | 試 合 | 打 席 | 打 数 | 得 点 | 安 打 | 二 塁 打 | 三 塁 打 | 本 塁 打 | 塁 打 | 打 点 | 盗 塁 | 盗 塁 死 | 犠 打 | 犠 飛 | 四 球 | 敬 遠 | 死 球 | 三 振 | 併 殺 打 | 打 率 | 出 塁 率 | 長 打 率 | O P S |
| -------- | ---------- | ----- | ----- | ----- | ----- | ----- | -------- | -------- | -------- | ----- | ----- | ----- | -------- | ----- | ----- | ----- | ----- | ----- | ----- | -------- | ----- | -------- | -------- | ----- |
| 2009     | 中日       | 2     | 4     | 2     | 0     | 0     | 0        | 0        | 0        | 0     | 0     | 0     | 1        | 0     | 0     | 2     | 0     | 0     | 1     | 0        | .000  | .500     | .000     | .500  |
| 2010     | 中日       | 4     | 6     | 4     | 0     | 0     | 0        | 0        | 0        | 0     | 0     | 0     | 0        | 1     | 0     | 1     | 0     | 0     | 2     | 0        | .000  | .200     | .000     | .200  |
| 2013     | 中日       | 54    | 57    | 49    | 15    | 14    | 0        | 0        | 1        | 17    | 2     | 8     | 6        | 3     | 0     | 5     | 0     | 0     | 10    | 2        | .286  | .352     | .347     | .699  |
| 2014     | 中日       | 18    | 30    | 28    | 6     | 3     | 0        | 0        | 0        | 3     | 0     | 0     | 1        | 0     | 0     | 2     | 0     | 0     | 6     | 0        | .107  | .167     | .107     | .274  |
| 2014     | オリックス | 15    | 9     | 8     | 3     | 1     | 0        | 0        | 0        | 1     | 0     | 1     | 1        | 0     | 0     | 0     | 0     | 1     | 4     | 0        | .125  | .222     | .125     | .347  |
| '14計    | オリックス | 33    | 39    | 36    | 9     | 4     | 0        | 0        | 0        | 4     | 0     | 1     | 2        | 0     | 0     | 2     | 0     | 1     | 10    | 0        | .111  | .179     | .111     | .291  |
| 2015     | オリックス | 35    | 113   | 96    | 13    | 27    | 2        | 0        | 4        | 41    | 8     | 2     | 2        | 8     | 0     | 8     | 0     | 1     | 23    | 0        | .281  | .343     | .427     | .770  |
| 2016     | オリックス | 9     | 15    | 14    | 0     | 3     | 0        | 0        | 0        | 3     | 0     | 0     | 1        | 0     | 0     | 1     | 0     | 0     | 5     | 0        | .214  | .267     | .214     | .481  |
| 2017     | オリックス | 7     | 11    | 11    | 1     | 1     | 0        | 0        | 0        | 1     | 0     | 1     | 0        | 0     | 0     | 0     | 0     | 0     | 2     | 0        | .091  | .091     | .091     | .182  |
| NPB：7年 | NPB：7年   | 144   | 245   | 212   | 38    | 49    | 2        | 0        | 5        | 66    | 10    | 12    | 12       | 12    | 0     | 19    | 0     | 2     | 53    | 2        | .231  | .300     | .311     | .612  |

### 年度別守備成績
| 年 度 | 二塁  | 二塁  | 二塁  | 二塁  | 二塁  | 二塁     | 三塁  | 三塁  | 三塁  | 三塁  | 三塁  | 三塁     | 遊撃  | 遊撃  | 遊撃  | 遊撃  | 遊撃  | 遊撃     | 外野  | 外野  | 外野  | 外野  | 外野  | 外野     |
| 年 度 | 試 合 | 刺 殺 | 補 殺 | 失 策 | 併 殺 | 守 備 率 | 試 合 | 刺 殺 | 補 殺 | 失 策 | 併 殺 | 守 備 率 | 試 合 | 刺 殺 | 補 殺 | 失 策 | 併 殺 | 守 備 率 | 試 合 | 刺 殺 | 補 殺 | 失 策 | 併 殺 | 守 備 率 |
| ----- | ----- | ----- | ----- | ----- | ----- | -------- | ----- | ----- | ----- | ----- | ----- | -------- | ----- | ----- | ----- | ----- | ----- | -------- | ----- | ----- | ----- | ----- | ----- | -------- |
| 2010  | 2     | 3     | 2     | 0     | 1     | 1.000    | -     | -     | -     | -     | -     | -        | -     | -     | -     | -     | -     | -        | -     | -     | -     | -     | -     | -        |
| 2013  | 12    | 15    | 12    | 1     | 7     | .964     | -     | -     | -     | -     | -     | -        | 11    | 7     | 13    | 0     | 3     | 1.000    | 11    | 5     | 0     | 0     | 0     | 1.000    |
| 2014  | 11    | 19    | 29    | 1     | 7     | .980     | 3     | 0     | 0     | 0     | 0     | .000     | -     | -     | -     | -     | -     | -        | -     | -     | -     | -     | -     | -        |
| 2015  | 23    | 45    | 49    | 1     | 9     | .989     | -     | -     | -     | -     | -     | -        | -     | -     | -     | -     | -     | -        | 11    | 12    | 0     | 0     | 0     | 1.000    |
| 2016  | 2     | 1     | 4     | 1     | 0     | .833     | 3     | 0     | 2     | 0     | 0     | 1.000    | -     | -     | -     | -     | -     | -        | -     | -     | -     | -     | -     | -        |
| 2017  | 1     | 2     | 1     | 0     | 0     | 1.000    | -     | -     | -     | -     | -     | -        | -     | -     | -     | -     | -     | -        | 3     | 5     | 0     | 0     | 0     | 1.000    |
| 通算  | 58    | 89    | 105   | 4     | 27    | .979     | 6     | 0     | 2     | 0     | 0     | 1.000    | 11    | 7     | 13    | 0     | 3     | 1.000    | 25    | 22    | 0     | 0     | 0     | 1.000    |

### 表彰
- フレッシュオールスターゲームMVP：1回 （2010年）

### 記録
初記録
- 初出場：2009年6月10日、対東北楽天ゴールデンイーグルス3回戦（クリネックススタジアム宮城）、9回表にトマス・デラロサの代打で出場
- 初打席：同上、9回表に青山浩二から四球
- 初先発出場：2009年6月13日、対北海道日本ハムファイターズ3回戦（札幌ドーム）、9番・指名打者で先発出場
- 初盗塁：2013年4月21日、対横浜DeNAベイスターズ6回戦（横浜スタジアム）、8回表に二盗（投手：ホルヘ・ソーサ、捕手：髙城俊人）
- 初安打：2013年4月27日、対広島東洋カープ5回戦（MAZDA Zoom-Zoom スタジアム広島）、8回表に武藤祐太の代打で出場、福井優也から一塁内野安打
- 初本塁打・初打点：2013年9月23日、対横浜DeNAベイスターズ23回戦（横浜スタジアム）、3回表に三浦大輔から左越ソロ

その他の記録
- オリックス球団8000号本塁打：2015年7月28日、対北海道日本ハムファイターズ14回戦（ほっともっとフィールド神戸）、2回裏に上沢直之から右越2ラン

### 背番号
- 37 （2009年 - 2014年途中）
- 30 （2014年途中 - 2017年）

### 登場曲
- 「イカロス」GReeeeN （2013年 - 2017年）